# 克利莫沃 (布良斯克州)
克利莫沃（羅馬化：Klimovo）是俄罗斯布良斯克州的市级镇、克利莫沃区行政中心，位于杰斯纳河流域内伊尔帕河（Ирпа）畔，在州府布良斯克西南方。
该地2021年人口有12,603人；2010年人口13,892；2002年人口14,776；1989年人口14,637。